# Escherichia fergusonii
Escherichia fergusonii — вид грам-негативних, безспорових, факультативно анаеробних, паличкоподібних бактерій з родини Enterobacteriaceae. Вперше був виділений з зразків крові людини у 1982 році. Цей вид названий на честь американського мікробіолога Вільяма В. Фергюсона.

## Патогенність
Деякі штами E. fergusonii є патогенними. Відомо, що бактерія інфікує відкриті рани у людей і може також викликати бактеріємію або інфекції сечовивідних шляхів. Виявлено, що штами, що викликають ці інфекції, дуже стійкі до антибіотика ампіциліну, хоча деякі з них також стійкі до гентаміцину та хлорамфеніколу. Встановлено, що антибіотикорезистентний штам цього виду пов'язаний із захворюваністю на цистит у 52-річної жінки в 2008 році.